# Raúl Patrucco
Raúl Patrucco Puig (Córdoba, 28 de marzo de 1940 - Trujillo, 17 de junio de 1987) fue un médico, investigador y docente universitario peruano, especializado en inmunología. Identificó y trató al primer paciente de sida en el Perú en 1983.

## Biografía
Hijo de Alfredo Patrucco Danelutti y Sara Puig Larcamont. Nació en Argentina, donde hizo sus primeros estudios escolares. Se trasladó al Perú donde culminó su secundaria.
Cursó medicina en la Universidad Peruana Cayetano Heredia, egresando en 1968. Luego siguió la residencia de medicina interna en el Hospital Docente de la misma universidad (1968-1971). Al mismo tiempo ejerció la docencia y colaboró en la organización del laboratorio de inmunología.
En la Universidad Johns Hopkins de Baltimore realizó sus estudios de postgrado, en la especialidad de Inmunología (1972-1975). Simultáneamente, siguió un postgrado en Inmunología en la Sociedad Canadiense de Inmunología (1972) y fue invitado a un curso de la Academia Americana de Alergia e Inmunología en Bal Harbour, Florida (1973). Se graduó de doctor en Medicina por la Universidad Cayetano Heredia, con su tesis: «Control genético de la respuesta inmune al antígeno de Ascaris en cepas hipogénicas de ratones» (1975).
Al regresar al Perú, reorganizó el laboratorio y la unidad de inmunología de su alma mater, y se dedicó a investigar las variaciones de la respuesta inmune en muchas enfermedades neoplásicas, como la enfermedad de Hodgkin, algunos tipos de linfomas y el mieloma múltiple, así como en diversas enfermedades infecciosas y tropicales prevalecientes en el Perú. Publicó numerosos trabajos al respecto.
Invitado por la Organización Mundial de la Salud, se perfeccionó durante una temporada en el Tropical Medicine Center, de la Universidad Johns Hopkins (1979).
En 1980 fue nombrado profesor principal del departamento de Medicina y jefe de los laboratorios de inmunología del Instituto de Altura, en la Universidad Cayetano Heredia, y del Centro de Investigaciones del Instituto Nacional de Salud.
En 1983 diagnóstico el primer caso de sida en el Perú: se trataba de un varón homosexual que había vivido varios años en Nueva York antes de retornar a su país, ya con los síntomas del mal. Se dedicó también a estudiar y detectar casos nativos de sida en el Perú, y en 1986 presentó un estudio de los 15 primeros pacientes, varios de los cuales eran hombres homosexuales que habían residido en los Estados Unidos.
Recorrió el Perú dando conferencias y cursos alertando sobre la propagación del sida y la manera de prevenirlo. Contó con una cobertura periodística y televisiva. En 1986 fue nombrado miembro de la recién creada Comisión Nacional de Lucha contra el Sida. Este organismo dio pase a otros dos, uno de los cuales, la Comisión Técnica de Certificación, Calificación y Registro (encargada de evaluar, hacer estadísticas y seguir la evolución de los casos de Sida en el Perú) pasó a ser presidido por Patrucco (1987).
Invitado al 10.º Congreso Latinoamericano de Microbiología realizado en Trujillo (Perú), Patrucco falleció repentinamente en junio de 1987, víctima de un ataque cardíaco.
Aunque se ha resaltado sus estudios sobre las inmunodeficiencias relacionadas con las neoplasias y las enfermedades infecciosas y tropicales, también empezó a hacer el seguimiento del perfeccionamiento del sistema inmune a través de la evolución de la escala zoológica e intervino resueltamente en una investigación sobre la parasitología en los tiempos precerámicos.
Casado con la artista plástica Rosario Núñez Carvallo, tuvo cuatro hijos, entre los que destacan el historiador y docente universitario Sandro Patrucco y el pintor Pablo Patrucco.

## Premios
- Premio Roussel por su trabajo «Candidiasis mucocutánea crónica, estudios y tratamiento específico con factor de transferencia» (1979)
- Premio Hipólito Unanue por el trabajo anterior (1979)
- Premio Roussel por el trabajo «Síndrome de Inmunodeficiencia Adquirida (SIDA), predominancia de las manifestaciones digestivas en su perfil clínico de presentación en Lima» (1987).

## Publicaciones
- Manual de enfermedades reumáticas e inmunológicas (1975)
- Inmunoelectroforesis e inmunofluorescencia, en coautoría con W. Manrique (1975)
- Inmunodeficiencias (1987).